# کادیرگولوو
کادیرگولوو (انگلیسی: Kadyrgulovo) یک شهرک در شهرستان داولکانوفسکی در استان باشقیرستان کشور روسیه است.